# Hasseltryffel
Hasseltryffel (Fischerula macrospora) är en svampart som beskrevs av Mattir. 1928. Enligt Catalogue of Life ingår Hasseltryffel i släktet Fischerula, ordningen skålsvampar, klassen Pezizomycetes, divisionen sporsäcksvampar och riket svampar, men enligt Dyntaxa är tillhörigheten istället släktet Fischerula, familjen Morchellaceae, ordningen skålsvampar, klassen Pezizomycetes, divisionen sporsäcksvampar och riket svampar. Arten är reproducerande i Sverige. Inga underarter finns listade i Catalogue of Life.